# Magé
Magé je grad u Brazilu. Nalazi se u saveznoj državi Rio de Janeiro. 

## Stanovništvo
Prema procjeni iz 2007. u gradu je živjelo 232.171 stanovnika.
| 1991.   | 2000.   |
| ------- | ------- |
| 191.734 | 205.830 |